# Бойка Драгомирецкая
Бойка Цветанова Славчева-Драгомирецкая е българска преводачка.

## Биография
Бойка Драгомирецкая е родена на 21 април 1953 г. в гр. Плевен. През детските си години е живяла и учила в Москва, СССР. Завършила е гимназия с преподаване на английски език „Лиляна Димитрова“, София и специалностите „Философия“ и „Английска филология“ в Софийския университет.
Преводач с дългогодишна практика на художествена и обществено-политическа литература. Специализира в областта на поетичния превод. Сътрудничи с редица български периодични издания за култура и изкуство, агенция „София прес“ и др. Автор на стихосбирката „Animal Planet“.
Член на Съюза на преводачите в България, на Славянска литературна и артистична академия – Варна и на Асоциация на софийските писатели.
Майка е на известния телевизионен водещ Деян Славчев-Део и на джаз певицата Марина Драгомирецкая.